# Montfaucon (Aisne)
Montfaucon ist eine französische Gemeinde  mit 208 Einwohnern (Stand: 1. Januar 2022) im Département Aisne in der Region Hauts-de-France. Sie gehört zum Arrondissement Château-Thierry und zum Kanton Essômes-sur-Marne. 

## Geografie
Die Gemeinde Montfaucon liegt am Fluss Dolloir, elf Kilometer südlich von Château-Thierry und etwa 39 Kilometer östlich von Meaux. Umgeben wird Montfaucon von den Nachbargemeinden Essises im Norden, Nesles-la-Montagne im Nordosten, Viffort im Osten, Rozoy-Bellevalle im Süden, Viels-Maisons im Südwesten sowie La Chapelle-sur-Chézy im Westen.

## Bevölkerungsentwicklung
| Jahr                       | 1962 | 1968 | 1975 | 1982 | 1990 | 1999 | 2006 | 2013 | 2022 |
| Einwohner                  | 195  | 161  | 139  | 135  | 163  | 165  | 171  | 202  | 208  |
| Quellen: Cassini und INSEE |      |      |      |      |      |      |      |      |      |

## Sehenswürdigkeiten
- Kirche Saint-Antoine
- Schloss La Doultre
- Wasserturm im Les Simons
- Calvaire am Friedhof

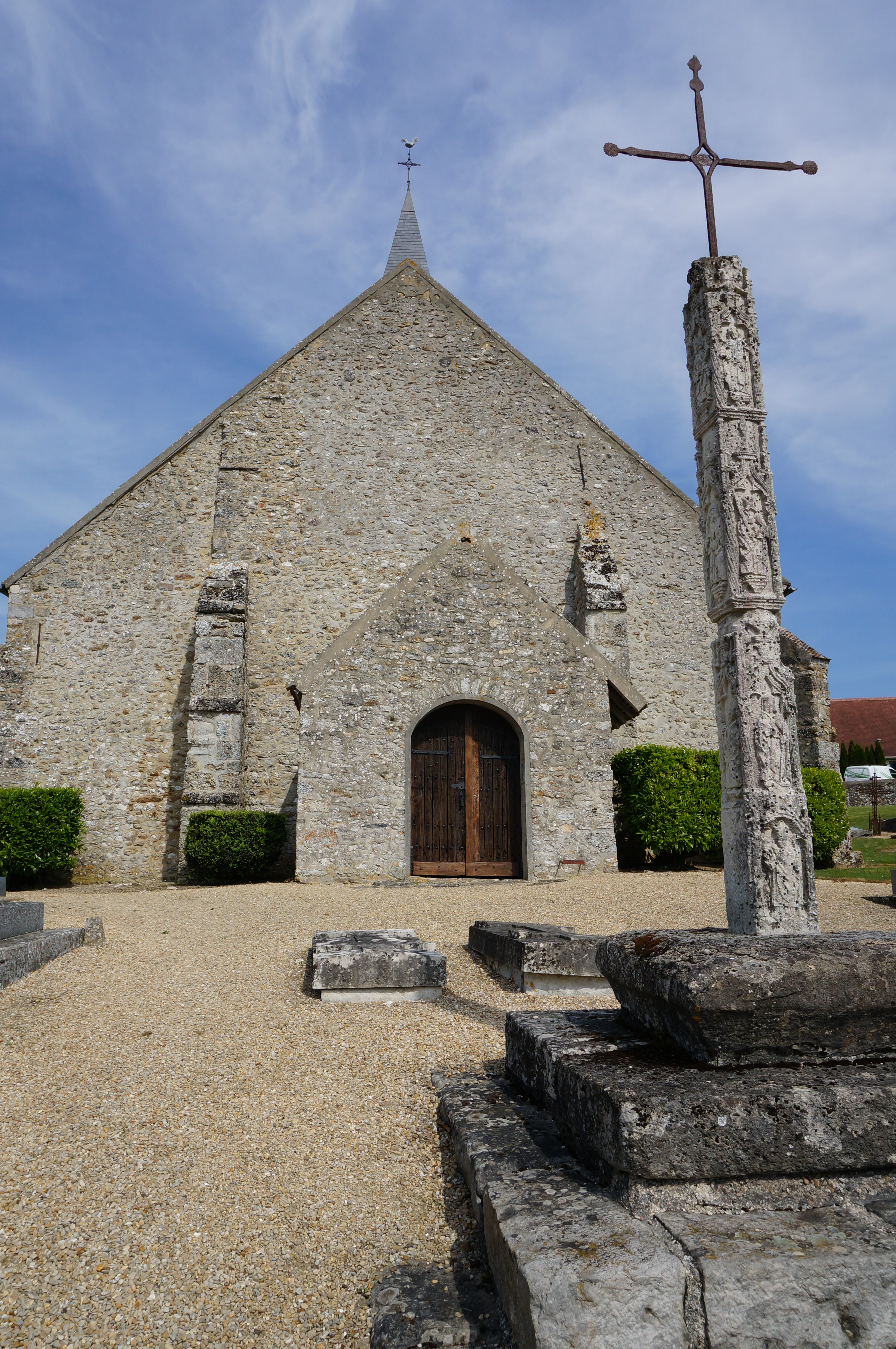
Kirche Saint-Antoine und Calvaire
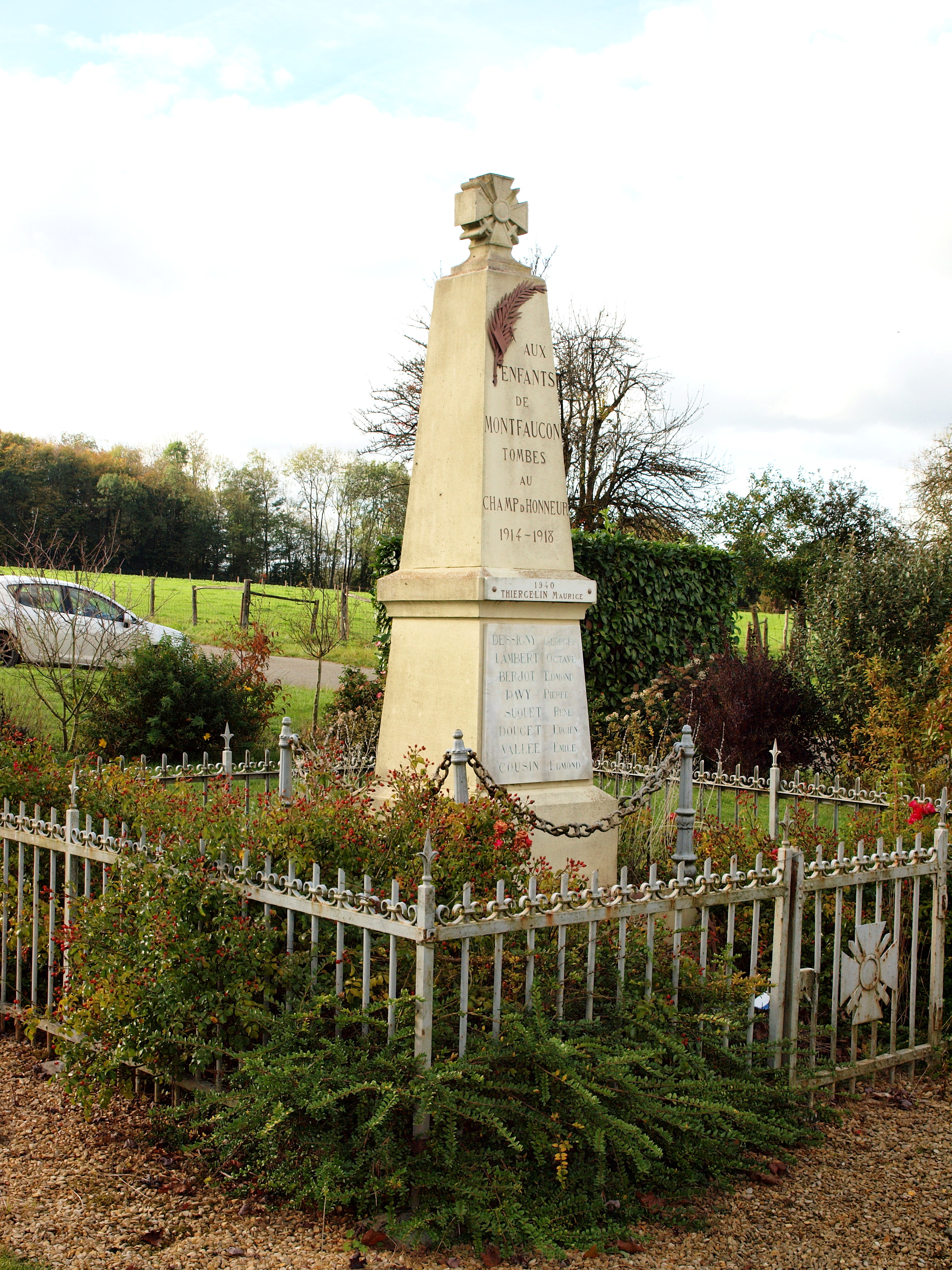
Gefallenendenkmal